# 로니 웰런
로널드 앤드류 "로니" 웰런(영어: Ronald Andrew "Ronnie" Whelan, 1961년 9월 25일 ~ )은 아일랜드의 전 축구 선수이자 축구 감독이다. 그는 밥 페이즐리 감독으로부터 영입된 1979년부터 1994년까지 15년 동안 리버풀에서 활약했으며, 362 출장을 하였다. 또한 80년대 후반 리버풀의 주장 직을 역임하기도 했다. 이후 사우스엔드 유나이티드로 이적하였으며, 1995-96 시즌에는 선수 겸 코치로 활약하였다.
선수 은퇴 후에도 계속해서 사우스엔드 유나이티드의 감독직을 맡았으나, 1996-97 시즌 팀이 강등되면서 경질되었다. 이후 파니오니오스, 올림피아코스 니코시아, 아폴론 리마솔에서 감독 생활을 했다.